# Pampulha ou a Invenção do Mar de Minas
Pampulha ou a invenção do mar de Minas é um filme documentário de longa metragem, concluído em 2005. Escrito e dirigido por Oswaldo Caldeira, é apresentado pelo ator Rodolfo Bottino.
Focaliza a criação e a construção da Pampulha, marco inicial da obra de Oscar Niemeyer, do modernismo e da arquitetura brasileira a nível internacional, considerando ainda todo o contexto sócio-econômico-cultural no qual se situa o tema. A obra da Pampulha é também o encontro de Oscar Niemeyer com Juscelino Kubitschek.

## Depoimento de Oscar Niemeyer
Em seu depoimento no filme, Oscar Niemeyer declara que para ele Pampulha foi importante porque foi o início de sua arquitetura, do tipo de arquitetura que se faz no Brasil. Segundo ele, até a construção da Pampulha, a arquitetura que se fazia no Brasil era uma arquitetura rígida, era um segmento da arquitetura de Le Corbusier, da arquitetura que Le Corbusier fez no Ministério da Educação. Oscar Niemeyer achava que a arquitetura brasileira deveria ser diferente, deveria ser mais leve, mais vazada, porque assim permite o clima do país. E devia ter, se possível uma ligação, longe que fosse, com a velha arquitetura colonial brasileira.
Quando projetou Pampulha, Niemeyer sentiu que a curva estava no concreto armado. No concreto armado, quando o espaço é maior, a curva é a solução mais lógica. E assim, ele usou a curva, cobriu a igreja de São Francisco de Assis de curvas, e de curvas cobriu também a Casa do Baile. De modo que a Pampulha marca o início de uma arquitetura que, a partir dali, se expandiu pelo mundo todo – era uma arquitetura que integrava a curva no seu contexto, uma arquitetura procurando a coisa nova, a invenção.

## Polêmicas
O filme aborda a polêmica proibição do culto religioso na Igreja de São Fancisco de Assis por 17 anos, o estouro da barragem do lago da Pampulha que levou o terror às proximidades e transformou o "cartão postal" de Belo Horizonte num lodaçal. Aborda também a proibição do jogo no governo do Presidente Gaspar Dutra, que acabou com a época dourada do Cassino da Pampulha.

## Depoimentos filmados
Além de Oscar Niemeyer,foram ouvidos Marco Paulo Rabello, engenheiro responsável pela construção da Pampulha e de Brasília, músicos e antigos frequentadores do Cassino da Pampulha, além de intelectuais e historiadores.

## Imagens de arquivo
A narrativa do filme inclui também fotos e filmes de arquivo, cenas de época, depoimentos em torno de todo o processo. Foram inseridas cenas atribuídas ao grande pioneiro do cinema do Brasil, Humberto Mauro documentando o lançamento da pedra fundamental do Ministério da Educação e Saúde. Nestas cenas, aparece Gustavo Capanema discursando em som sincrônico e vários de seus assessores como Carlos Drummond de Andrade e Roquete Pinto. Estas imagens estão depositadas no CTAv - Centro Técnico Audiovisual - do Ministério da Cultura, no Rio de Janeiro.

## Equipe técnica
Produção de Paula Martinez Mello e Oswaldo Caldeira Produções Cinematográficas, montagem de Paula Martinez Mello, apresentação e narração de Rodolfo Bottino, fotografia e câmera de Antônio Penido e Antônio Luiz Mendes, som direto de Aluísio Compasso.